# Slovenské Lodenice Typ Weser
Der Typ Weser ist ein Serienfrachtschiffstyp der Werft Slovenské Lodenice in Komárno.

## Einzelheiten
Die flussgängigen Küstenmotorschiffe des Weser-Typs sind als Mehrzweck-Trockenfrachtschiffe mit weit achtern angeordnetem Deckshaus und einem langen Laderaum ausgelegt. Die über dem Maschinenraum angeordnete, versenkbare Brücke kann auf die Höhe des restlichen Deckshauses herabgefahren werden. Der Typ verfügt über einen größtenteils kastenförmigen (box-shaped) Laderaum mit einem Rauminhalt von 4083 m3, der von elektrohydraulischen Faltlukendeckeln verschlossen werden und in den zwei versetzbare Schotten eingesetzt werden können. Der Laderaum ist 57,50 Meter lang, 9,00 Meter breit und 8,06 Meter hoch. Die Tankdecke ist für den Ladungsumschlag mit Greifern und den Transport von Schwergut verstärkt. Die Stauung von 78 20-Fuß-Containern (TEU) im Laderaum, weitere 48 TEU können auf den Lukendeckeln transportiert werden.
Angetrieben werden die Schiffe der Baureihe von einem MWM-Sechszylinder-Viertakt-Dieselmotor des Typs SBV 6M628 mit einer Leistung von rund 1125 kW, der über ein Untersetzungsgetriebe auf einen Verstellpropeller wirkt. Weiterhin stehen Hilfs- und Notdiesel zur Verfügung. Die An- und Ablegemanöver werden durch ein Bugstrahlruder unterstützt.
Die eisverstärkten Rümpfe wurden in Sektionsbauweise zusammengefügt. Die Schiffe haben einen über der Wasserlinie leicht ausfallenden Steven mit Wulstbug.
Die Einheiten der Weser-Baureihe werden vorwiegend in der kleinen und mittleren Fahrt eingesetzt und besitzen eine Zulassung bis zur Westküste Afrikas.

## Die Schiffe (Auswahl)
| Slovenské Lodenice Typ Weser | Slovenské Lodenice Typ Weser | Slovenské Lodenice Typ Weser | Slovenské Lodenice Typ Weser | Slovenské Lodenice Typ Weser                                          | Slovenské Lodenice Typ Weser                 |
| Bauname                      | Baunr.                       | IMO-Nummer                   | Ablieferung                  | Auftraggeber                                                          | Umbenennungen und Verbleib                   |
| ---------------------------- | ---------------------------- | ---------------------------- | ---------------------------- | --------------------------------------------------------------------- | -------------------------------------------- |
| Casablanca                   | 1701                         | 9108415                      | September 1994               | Reederei Bojen, Neermoor MS „Casablanca“ Reederei Bojen GmbH & Co. KG | Saar Casablanca, 2015: Olga, 2018: Olga S    |
| Pommern                      | 1702                         | 9108427                      | Dezember 1994                | Wessels Reederei, Haren (Ems)                                         | 2016: Nonfjell, 2020: Asim Berk              |
| Pamir                        | 1703                         | 9108439                      | Dezember 1994                | Wessels Reederei, Haren (Ems)                                         | 2015: Ingeborg Pilot, 2023: ASG Anna Vovchuk |
| Parsival                     |                              | 9116802                      | März 1995                    | Wessels Reederei, Haren (Ems)                                         | 2015: Rix Emerald                            |
| Präsident                    |                              | 9128403                      | Juli 1995                    | Wessels Reederei, Haren (Ems)                                         | 2015: Rix Alliance                           |
| Taranto                      | 1707                         | 9133513                      | November 1995                | Reederei Bojen, Neermoor Siegfried Bojen MS „Ibiza“ GmbH & Co. KG     | 2015: Mirjam, 2020: Himmel, 2022: Alya       |
| Daten: Equasis, grosstonnage |                              |                              |                              |                                                                       |                                              |